# Yuan Zi et Huan Huan
Pour les articles homonymes, voir Yuan (homonymie).
Yuan Zi et Huan Huan sont des pandas géants résidant au ZooParc de Beauval depuis le 15 janvier 2012.

## Biographie

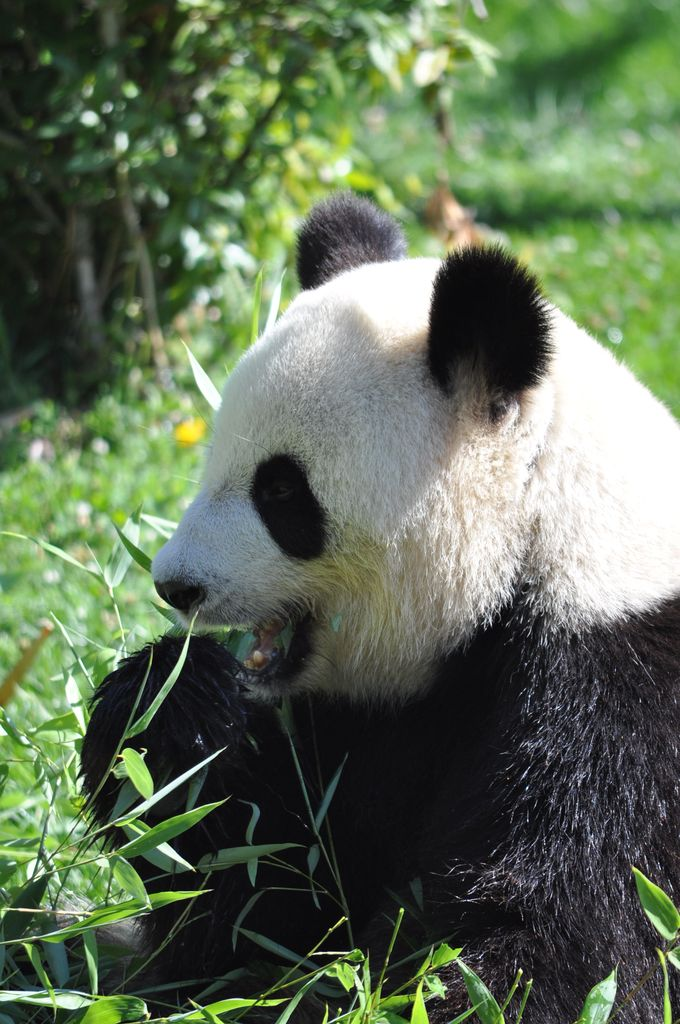
Huan Huan, la femelle

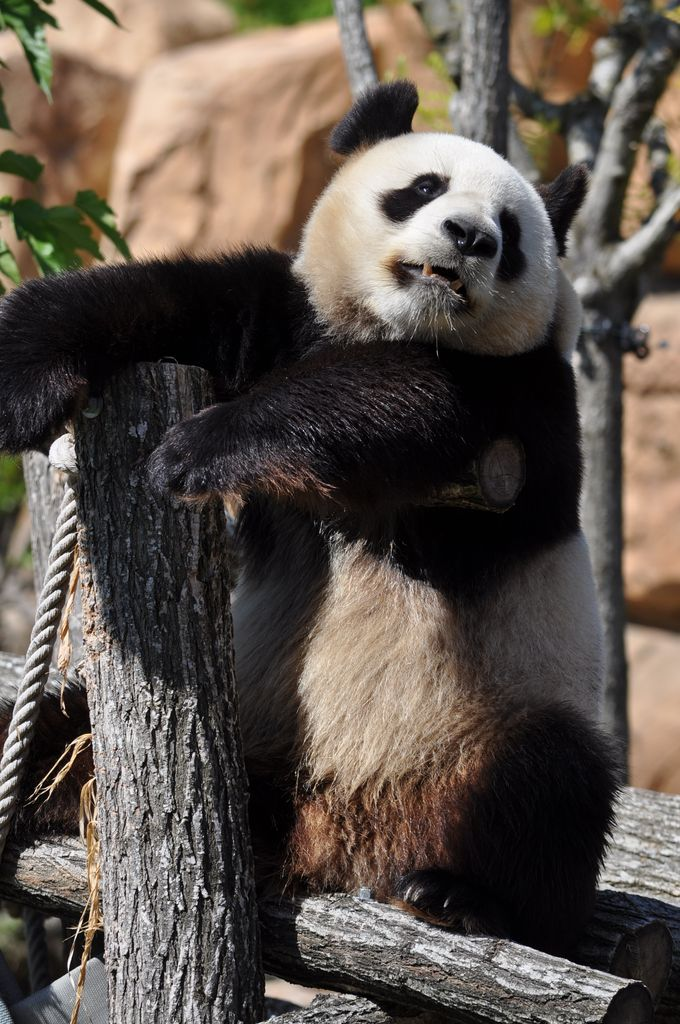
Yuan Zi, le mâle

Huan Huan (signifiant « Joyeuse », pinyin : Huān huān, caractères simplifiés : 欢欢, caractères traditionnels : 歡歡), la femelle et Yuan Zi (signifiant « Rondouillard », pinyin : Yuán zǐ, caractères simplifiés : 圆仔, caractères traditionnels : 圓仔), le mâle, sont des pandas géants nés à Chengdu en Chine.

### Location à la France
Ils sont loués à la France pour dix ans par la Chine, dans le but qu'ils se reproduisent afin de préserver l'espèce. Le prêt est renouvelé en 2023 jusqu'à 2027 pour une durée de 4 ans. Le prix, non public est estimé entre 800 000 et 1 000 000€ . L'autorisation de sortie a été signée par le président chinois Hu Jintao, à la suite d'une demande officielle de Nicolas Sarkozy. En échange, le ZooParc de Beauval s'engage à financer des programmes de conservation pour cette espèce. « C'est le protocole, le panda est considéré en Chine comme un trésor national » expliquait le directeur du zoo, Rodolphe Delord.
Le 15 janvier 2012, les deux pandas, alors âgés tous deux de trois ans, sont arrivés directement de Chine à bord d'un Boeing 777 surnommé le « Panda Express » spécialement affrété par la société FedEx jusqu'à l'aéroport de Paris-Charles-de-Gaulle puis ont été escortés jusqu'au ZooParc de Beauval à Saint-Aignan dans le Loir-et-Cher,.
Durant le transport, ils étaient accompagnés par quatre personnes dont Zhang Hao, le gardien des pandas, qui, en plus d'escorter les deux mammifères, passera six mois en France à leurs côtés et Rodolphe Delord, directeur du ZooParc de Beauval.
Yuan Zi et Huan Huan sont les premiers pandas accueillis en France depuis 1973, quand la Chine maoïste avait offert un couple à la France sous le mandat de Georges Pompidou dans le cadre de la diplomatie du panda. Il n'y avait donc plus de pandas en France depuis la mort du dernier représentant de ce couple, Yen Yen, en 2000.

### Retombées économiques
En revanche, grâce à l'arrivée de ce couple de plantigrades, le zoo de Beauval a dépassé en affluence le château de Chambord et s'est placé en tête des activités touristiques du Loir-et-Cher. L'année de leur arrivée, l'affluence du parc zoologique a augmenté de 60 %, et a dépassé le million de visiteurs. La fréquentation s'est légèrement tassée ensuite, mais demeure largement au-dessus du niveau initial de 600 000 visiteurs par an.
À ceci s'ajoutent les ventes de peluches made in China en boutique. L'arrivée de ces deux nouveaux pensionnaires a permis également de lancer la construction d'un nouvel hôtel à proximité de l'entrée du parc. « Pour tous les parcs d'attractions, l'enjeu est d'augmenter le temps de présence des visiteurs. S'ils restent la journée entière, ils consomment sur place. S'ils dorment sur le site, c'est encore mieux » analyse Didier Arino, directeur du cabinet d'études et de conseil Protourisme.

### Reproduction
La femelle n'est en chaleur que 48 heures par an, ce qui complique l'accouplement, de plus les pandas n'ont pas une très forte libido. Depuis 2013, Huan Huan est en âge d'avoir un petit, mais l'accouplement ne s'était pas fait.
Le 26 juillet 2017, le parc annonce que Huan Huan est gestante et qu'elle attend des jumeaux.
Le premier bébé panda (121 grammes) naît le 4 août 2017 à 22 h 18. Huan Huan l'a automatiquement laissé de côté comme dans la nature. Les soigneuses chinoises s'en sont donc occupées en le plaçant dans une couveuse, mais très vite son pronostic vital a été engagé. Il meurt à 23 h 30. Son frère, lui (142 grammes), naît à 22 h 32. Huan Huan s'en occupe bien, le lèche et le prend dans ses bras.
Le petit est resté en France jusqu’en juillet 2023. Le 25 juillet 2023, il a été rendu à la Chine pour être introduit dans une réserve et participer au programme de reproduction de l'espèce.
Il a été nommé Yuan Meng (pinyin : Yuán Mèng, caractères simplifiés : 圆梦, caractères traditionnels : 圓夢), ce qui signifie « la réalisation d’un rêve, d’un souhait », le lundi 4 décembre 2017 lors d'une cérémonie organisée au ZooParc de Beauval, en présence notamment de sa « marraine » Brigitte Macron, du vice-ministre des affaires étrangères chinois Zhang Yesui (en), de l'ambassadeur de Chine en France Zhai Ju et de l’ancien premier ministre français Jean-Pierre Raffarin. Brigitte Macron a déclaré que « Yuan Meng est le fruit énergique et vigoureux de l'amitié franco-chinoise, de cette amitié solide »,.
Le 2 août 2021, Huan Huan donne à nouveau naissance à deux bébés pandas, nés respectivement à 1 h 3 et 1 h 10 du matin. Il s'agit de deux femelles surnommées provisoirement Fleur de Coton et Petite Neige.
Lors de la traditionnelle cérémonie du nom organisée le jeudi 18 novembre 2021 au ZooParc de Beauval et en présence notamment de leur parrain et de leur marraine respectives Kylian Mbappé et Zhang Jiaqi, les jumelles reçoivent leurs noms définitifs : Yuandudu (pinyin : Yuándūdū, caractères simplifiés : 圆嘟嘟, caractères traditionnels : 圓嘟嘟) et Huanlili (pinyin : Huānlílí, caractères simplifiés : 欢黎黎, caractères traditionnels : 歡黎黎). Ces deux noms, choisis par les internautes à l'issue d'un vote en ligne organisé sur le site du zoo et réunissant plus de 122 000 votants, sont inspirés des noms de leur père et de leur mère et symbolisent les liens profonds entre la Chine et la France.